# Famous (canção de Charli XCX)
"Famous" é uma canção da cantora britânica Charli XCX, gravada para o seu segundo álbum de estúdio Sucker. Foi composta pela própria intérprete com o auxílio de Greg Kurstin, sendo que o último também esteve a cargo da produção. O seu lançamento ocorreu em 10 de maio de 2015, através das gravadoras Atlantic Records e Asylum Records, servindo como o quarto single do disco.

## Faixas e formatos
| Download digital |          |         |  |
| N.º              | Título   | Duração |  |
| 1.               | "Famous" | 3:51    |  |

| Download digital de remixes |                          |         |  |
| N.º                         | Título                   | Duração |  |
| 1.                          | "Famous"                 | 3:51    |  |
| 2.                          | "Famous" (Brenmar Remix) | 3:34    |  |
| 3.                          | "Famous" (RIVRS Remix)   | 4:09    |  |

## Desempenho nas tabelas musicais

### Posições
| Tabela musical (2015)                 | Melhor posição |
| ------------------------------------- | -------------- |
| Austrália (ARIA Charts)               | 75             |
| Escócia (The Official Charts Company) | 88             |
| Finlândia (IFPI Finlândia)            | 95             |
| Reino Unido (UK Singles Chart)        | 176            |